# Miesha Tate
Pour les articles homonymes, voir Tate.
Miesha Tate, née le 18 août 1986 à Tacoma dans l'État de Washington, est une pratiquante américaine d'arts martiaux mixtes (MMA). Elle commence sa carrière professionnelle en 2007 et réalise son premier combat au sein du Strikeforce en 2009. En juillet 2011, elle remporte la ceinture des poids coqs de cette organisation en soumettant Marloes Coenen. Sa compatriote, Ronda Rousey, la détrône lors de son match suivant en mars 2012.
Tate intègre ensuite l'Ultimate Fighting Championship après le rachat puis l'intégration du Strikeforce par la société mère Zuffa. En mars 2016, elle remporte le titre de championne face à Holly Holm et le perd à nouveau lors de son combat suivant en s'inclinant face à Amanda Nunes en juillet de la même année.

## Biographie
Miesha pratique d'abord la lutte dans sa jeunesse, avant de se tourner vers les arts martiaux mixtes à l'université.

## Parcours en arts martiaux mixtes

### Débuts
Après avoir engrangé cinq victoires pour une défaite lors de sa carrière amateur en MMA, elle devient professionnelle en 2007.
Elle participe alors à un tournoi à huit femmes au sein de l'organisation HOOKnSHOOT le 24 novembre 2007. En quart de finale, Miesha Tate rencontre Jan Finney et un quatrième round est nécessaire pour départager les deux combattantes. Tate remporte finalement ce combat par décision de l'arbitre.
En demi-finale dans la même soirée, elle est opposée à Kaitlin Young. Cette dernière la surclasse alors et l'envoie au tapis avec un coup de pied à la tête à seulement trente secondes du début du match.
Fin juin 2008, Miesha Tate participe au Strikeforce: Melendez vs. Thomson face à Elaina Maxwell, combattante sous la houlette de Cung Le.
Elle domine les deux premiers rounds grâce à sa lutte, amenant et contrôlant au sol son adversaire. Maxwell lui prend cependant le dos dans la dernière reprise mais ne peut terminer le combat et Tate l'emporte finalement par décision unanime.
Elle fait ensuite des combats dans plusieurs organisations, avant de signer avec le Strikeforce en 2010.

### Strikeforce
Miesha a un bilan de 8-2 quand elle affronte Zoila Frausto Gurgel, alors invaincue, le 26 mars 2010. Elle remporte ce combat par clé de bras et obtient une place pour le tournoi féminin Bantamweight de Strikeforce du 13 août 2010. Après avoir battu Maiju Kuaila par décision unanime, elle réussit à vaincre Hitomi Akano en finale, remporte le tournoi et obtient une chance pour le titre des poids coqs du Strikeforce, détenu par Marloes Coenen.
Elle affronte Marloes Coenen le 30 juillet 2011 et, alors qu'elle n'est pas favorite, parvient à remporter la victoire par une soumission au 4e round, devenant du même coup championne féminine de Strikeforce.
Sa première défense a lieu le 3 mars 2012 contre Ronda Rousey, une ancienne judokate invaincue jusqu'ici, qui a jusque-là soumis ses quatre premiers adversaires au premier round en moins d'une minute par clé de bras. Tate n'a pas beaucoup plus de chance et, bien qu'elle résiste jusqu'à la fin du round, elle est également soumise par clé de bras qui lui déboîte le coude, perdant en même temps son titre.
Elle affronte ensuite Julie Kedzie le 18 août 2012, et remporte la victoire par clé de bras à la fin du 3e round.

### Ultimate Fighting Championship
À la suite du rachat de Strikeforce par l'Ultimate Fighting Championship, l'UFC crée une division féminine et signe Tate. Son premier combat est prévu contre Cat Zingano, une combattante avec une fiche de 7-0, afin de déterminer d'une part la future aspirante numéro 1 au titre de Ronda Rousey, mais aussi pour devenir entraîneur de l'Ultimate Fighter 18 face à elle. Le combat a lieu le 13 avril 2013 et bien que Tate remporte les deux premiers rounds, elle se fait surprendre au troisième et perd le combat par TKO après une série de coups de genou et de coude. Elle remporte toutefois, avec son adversaire, l'honneur du combat de la soirée.
Malgré sa défaite, Miesha reprend la place d'entraîneur de la saison 18 du TUF face à Ronda à la suite d'une blessure au genou de Zingano, contraignant cette dernière à laisser sa place. Comme le veut la série, les deux entraineurs s'affrontent à la fin et le match revanche entre les deux combattantes est prévu en second combat principal de l'UFC 168, le 28 décembre 2013 à Las Vegas. Miesha ne résiste pas au judo de son adversaire et se fait amener au sol à plusieurs reprises, mais une bonne défense lui permet d'être la première combattante à dépasser le 1er round face à Ronda Rousey. Miesha abandonne cependant près d'une minute après le début du 3e round, prise à nouveau dans une clé de bras. Les deux combattantes remportent le bonus du combat de la soirée.
Liz Carmouche est ensuite désignée comme sa prochaine adversaire pour le second combat principale de l'UFC on Fox 11, le 19 avril 2014.
Après un démarrage difficile où Tate se retrouve de nombreuses fois amenée au sol, elle se montre plus convaincante dans les deux derniers rounds pour remporter la victoire par décision unanime.
Miesha Tate accueille ensuite Rin Nakai, championne des poids coqs du Pancrase, dans l'organisation américaine. Les deux femmes se font face le 20 septembre 2014, lors de l'UFC Fight Night 52 à Saitama
et Tate l'emporte à nouveau par décision unanime.
C'est ensuite contre Sara McMann que Miesha Tate ajoute une victoire par décision majoritaire à son palmarès (29-28, 28-28, 29-27), lors de l'UFC 183 du 31 janvier 2015.
Fin mars 2015, une rencontre entre Miesha Tate et Jessica Eye est annoncée pour le mois de juin.
Ce match qui devrait déterminer la prochaine combattante à avoir sa chance pour le titre, est finalement bientôt repoussé au 25 juillet 2015 pour l'UFC on Fox 16 du 25 juillet à Chicago.
Lors de ce second combat principal de la soirée, Tate domine les débats avec de puissants coups de poing et contrôles au sol. Elle remporte alors la victoire par décision unanime
et est alors confirmée par le président de l'organisation comme prochaine prétendante à la ceinture de championne, lors de la conférence de presse suivant l'événement.
Cependant, fin août, c'est finalement l’ancienne championne de boxe, Holly Holm, qui lui est préféré à cette place.

#### Championne des poids coqs de l'UFC
Au début de l'année 2016, elle récupère pourtant une nouvelle chance de décrocher la ceinture face à la nouvelle championne Holly Holm, lors de l'UFC 196 du 5 mars.
À la fin du quatrième round, les tablettes des trois juges donnent Holm en tête avec un score 38-37,
Mais dans la cinquième manche et comme lors du second round, Tate parvient à prendre le dos de son adversaire et lui appliquer un étranglement arrière. Holly Holm refuse alors d'abandonner mais la voyant pratiquement inconsciente l'arbitre met fin au combat. Par conséquent, Tate s'empare du titre de championne des poids coqs de l'UFC par soumission technique.
Elle remporte également un bonus de performance de la soirée.
Le président de l'UFC annonce très rapidement après cette victoire que Ronda Rousey sera la prochaine adversaire de la nouvelle championne.
Cependant, un mois plus tard, les plans ont changé et c'est finalement face à Amanda Nunes que Tate défend pour la première fois sa ceinture lors de l'UFC 200 du 9 juillet 2016.
La prétendante brésilienne assomme Tate tôt dans le duel par coups de poing puis remporte le combat par soumission en étranglement arrière dès le premier round. Miesha Tate s'incline et abandonne donc son titre.

#### Retour à l'UFC
Après avoir donné naissance à deux enfants, Miesha Tate revient à l'UFC le 18 juillet 2021, où elle bat Marion Reneau par interruption de l'arbitre au troisième round. Son combat est élu performance de la soirée.
Le 20 novembre 2021, Miesha Tate est programmée en tête d'affiche face à la Brésilienne Ketlen Vieira, et perd à la décision unanime des juges.

## Palmarès en arts martiaux mixtes
| 30 combats     | 20 victoires | 10 défaites |
| Par KO         | 4            | 2           |
| Par soumission | 8            | 3           |
| Sur décision   | 8            | 5           |

| Résultat | Record | Adversaire           | Méthode                                     | Événement                                               | Date              | Round | Temps | Lieu                                  | Notes                                                                |
| -------- | ------ | -------------------- | ------------------------------------------- | ------------------------------------------------------- | ----------------- | ----- | ----- | ------------------------------------- | -------------------------------------------------------------------- |
| Défaite  | 20-10  | Yana Santos          | Décision unanime                            | UFC sur ESPN : Sandhagen contre Figueiredo              | 3 mai 2025        | 3     | 5:00  | Des Moines, Iowa, États-Unis          |                                                                      |
| Victoire | 20-9   | Julia Avila          | Submission (face crank)                     | UFC sur ESPN : Dariush contre Tsarukyan                 | 2 décembre 2023   | 3     | 1:15  | Austin, Texas, États-Unis             |                                                                      |
| Défaite  | 19-9   | Lauren Murphy        | Décision unanime                            | UFC sur ABC : Ortega contre Rodríguez                   | 16 juillet 2022   | 3     | 5:00  | Des Moines, Iowa, États-Unis          |                                                                      |
| Défaite  | 19-8   | Ketlen Vieira        | Décision unanime                            | UFC Fight Night: Vieira vs. Tate                        | 20 novembre 2021  | 5     | 5:00  | Las Vegas, Nevada, États-Unis         |                                                                      |
| Victoire | 19-7   | Marion Reneau        | TKO (coups de poing)                        | UFC on ESPN: Makhachev vs. Moisés                       | 17 juillet 2021   | 3     | 1:53  | Las Vegas, Nevada, États-Unis         | Performance de la soirée                                             |
| Défaite  | 18-7   | Raquel Pennington    | Décision unanime                            | UFC 205: Alvarez vs McGregor                            | 12 novembre 2016  | 3     | 5:00  | New York, New York, États-Unis        | Annonce son retrait de la compétition.                               |
| Défaite  | 18-6   | Amanda Nunes         | Soumission (étranglement arrière)           | UFC 200: Tate vs. Nunes                                 | 9 juillet 2016    | 1     | 3:16  | Las Vegas, Nevada, États-Unis         | Perd le titre des poids coqs de l'UFC.                               |
| Victoire | 19-5   | Holly Holm           | Soumission technique (étranglement arrière) | UFC 196: McGregor vs. Diaz                              | 5 mars 2016       | 5     | 3:30  | Las Vegas, Nevada, États-Unis         | Remporte le titre des poids coqs de l'UFC. Performance de la soirée. |
| Victoire | 17-5   | Jessica Eye          | Décision unanime                            | UFC on Fox: Dillashaw vs. Barão II                      | 25 juillet 2015   | 3     | 5:00  | Chicago, Illinois, États-Unis         |                                                                      |
| Victoire | 16-5   | Sara McMann          | Décision majoritaire                        | UFC 183: Silva vs. Diaz                                 | 31 janvier 2015   | 3     | 5:00  | Las Vegas, Nevada, États-Unis         |                                                                      |
| Victoire | 15-5   | Rin Nakai            | Décision unanime                            | UFC Fight Night: Hunt vs. Nelson                        | 20 septembre 2014 | 3     | 5:00  | Saitama, Japon                        |                                                                      |
| Victoire | 14-5   | Liz Carmouche        | Décision unanime                            | UFC on Fox: Werdum vs. Browne                           | 19 avril 2014     | 3     | 5:00  | Orlando, Floride, États-Unis          |                                                                      |
| Défaite  | 13-5   | Ronda Rousey         | Soumission (clé de bras)                    | UFC 168: Weidman vs. Silva 2                            | 28 décembre 2013  | 3     | 0:58  | Las Vegas, Nevada, États-Unis         | Pour le titre des poids coqs de l'UFC. Combat de la soirée.          |
| Défaite  | 13-4   | Cat Zingano          | TKO (coups de genou et coup de coude)       | The Ultimate Fighter: Team Jones vs. Team Sonnen Finale | 13 avril 2013     | 3     | 2:55  | Las Vegas, Nevada, États-Unis         | Combat de la soirée.                                                 |
| Victoire | 13-3   | Julie Kedzie         | Soumission (clé de bras)                    | Strikeforce: Rousey vs. Kaufman                         | 18 août 2012      | 3     | 3:28  | San Diego, Californie, États-Unis     |                                                                      |
| Défaite  | 12-3   | Ronda Rousey         | Soumission (clé de bras)                    | Strikeforce: Tate vs. Rousey                            | 3 mars 2012       | 1     | 4:27  | Columbus, Ohio, États-Unis            | Perd le titre poids des coqs du Strikeforce.                         |
| Victoire | 12-2   | Marloes Coenen       | Soumission (étranglement bras-tête)         | Strikeforce: Fedor vs. Henderson                        | 30 juillet 2011   | 4     | 3:03  | Hoffman Estates, Illinois, États-Unis | Remporte le titre des poids coqs du Strikeforce.                     |
| Victoire | 11-2   | Hitomi Akano         | Décision unanime                            | Strikeforce Challengers: Riggs vs. Taylor               | 13 août 2010      | 3     | 3:00  | Phoenix, Arizona, États-Unis          | Remporte le tournoi des poids coqs du Strikeforce.                   |
| Victoire | 10-2   | Maiju Kujala         | Décision unanime                            | Strikeforce Challengers: Riggs vs. Taylor               | 13 août 2010      | 2     | 3.00  | Phoenix, Arizona, États-Unis          | Demi-finale du tournoi des poids coqs du Strikeforce.                |
| Victoire | 9-2    | Zoila Frausto Gurgel | Soumission (clé de bras)                    | Strikeforce Challengers: Johnson vs. Mahe               | 26 mars 2010      | 2     | 4:09  | Fresno, Californie, États-Unis        |                                                                      |
| Victoire | 8-2    | Valerie Coolbaugh    | Soumission (clé de bras)                    | Freestyle Cage Fighting 38                              | 16 janvier 2010   | 1     | 4:45  | Tarzana, Californie, États-Unis       |                                                                      |
| Victoire | 7-2    | Sarah Oriza          | KO (coup de pied à la tête)                 | CageSport MMA                                           | 3 octobre 2009    | 2     | 0:08  | Tacoma, Washington, États-Unis        |                                                                      |
| Défaite  | 6-2    | Sarah Kaufman        | Décision unanime                            | Strikeforce Challengers: Evangelista vs. Aina           | 15 mai 2009       | 3     | 3:00  | Fresno, Californie, États-Unis        |                                                                      |
| Victoire | 6-1    | Lizbeth Carreiro     | Soumission (shoulder choke)                 | Freestyle Cage Fighting 30                              | 4 avril 2009      | 3     | 2:48  | Shawnee, Oklahoma, États-Unis         |                                                                      |
| Victoire | 5-1    | Dora Baptiste        | Soumission (étranglement en triangle)       | Atlas Fights: USA vs. Brazil                            | 21 février 2009   | 1     | 1:48  | Biloxi, Mississippi, États-Unis       |                                                                      |
| Victoire | 4-1    | Jessica Bednark      | TKO (coups de poing)                        | Freestyle Cage Fighting 27                              | 31 janvier 2009   | 1     | 1:22  | Shawnee, Oklahoma, États-Unis         |                                                                      |
| Victoire | 3-1    | Jamie Lynn Welsh     | TKO (coups de poing)                        | Cage Sport MMA                                          | 29 novembre 2008  | 1     | 2:21  | Tacoma, Washington, États-Unis        |                                                                      |
| Victoire | 2-1    | Elaina Maxwell       | Décision unanime                            | Strikeforce: Melendez vs. Thomson                       | 27 juin 2008      | 3     | 3:00  | San Jose, Californie, États-Unis      |                                                                      |
| Défaite  | 1-1    | Kaitlin Young        | KO (coup de pied à la tête)                 | HOOKnSHOOT BodogFIGHT 2007                              | 24 novembre 2007  | 1     | 0:30  | Evansville, Indiana, États-Unis       |                                                                      |
| Victoire | 1-0    | Jan Finney           | Décision (décision de l'arbitre)            | HOOKnSHOOT BodogFIGHT 2007                              | 24 novembre 2007  | 4     | 3:00  | Evansville, Indiana, États-Unis       |                                                                      |